# Park Young-Chul
Park Young-Chul, född den 14 april 1954, är en sydkoreansk judoutövare.
Han tog OS-brons i herrarnas mellanvikt i samband med de olympiska judotävlingarna 1976 i Montréal.